# Lymantria albolunulata
Lymantria albolunulata is een vlinder uit de familie van de spinneruilen (Erebidae), onderfamilie donsvlinders (Lymantriinae). De wetenschappelijke naam van de soort is voor het eerst geldig gepubliceerd in 1879 door Moore.
De vlinder heeft een voorvleugellengte van 16 tot 22 millimeter.
De soort komt voor van het zuidwesten van China tot het Indiase deel van de Himalaya en tevens in Bangladesh, Myanmar en Thailand.